# Jacob Nicolaas van Hall

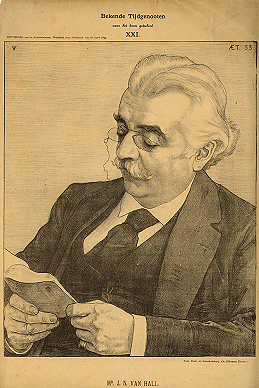
Portret van Van Hall (Jan Veth, 1893)

Jacob Nicolaas van Hall (Amsterdam 15 januari 1840 – Bilthoven 1 oktober 1918) was een Nederlandse letterkundige en politicus.

## Biografie
Mr. J.N. van Hall was een  zoon van Jacob van Hall. Hij werd te Elburg opgeleid voor de academische studie, die hij te Utrecht begon op 19 augustus 1857. Daarna werd hij ambtenaar ter secretarie te Utrecht, later te Amsterdam, secretaris van het door hem in 1869 opgerichte Tooneelverbond en van 1883 tot 1916 redacteur van De Gids. Hij leidde het tijdschrift Het Nederlandsch Tooneel.
Behalve brochures en bijdragen over muziek en toneel in die tijdschriften, in Caecilia, (psd. Fantasio), De Nederlandsche Spectator, enz., schreef hij: XX liederen ter muzikale compositie (Utr. 1868) en gaf een metrische overzetting van De Viool van Cremona (Utr. 1876).
Een lied van zijn hand (getoonzet door Hendrika van Tussenbroek) werd opgenomen in de liedbundel Kun je nog zingen, zing dan mee (1906). Door de populariteit en lange drukgeschiedenis van dit liedboek (41e druk in 1986) bleef het liedje decennialang in ruime kring bekend. De eerste regels luiden: 'Weer zwelt de knop, weer groent het kruid, o, laat m' er uit, o, laat m' er uit'.
Uit Van Halls huwelijk met Julia Elisa Virulij (1848-1937) werd onder anderen de kunstenares Thérèse van Hall (1872-1931) geboren.